# Élections législatives danoises de 2007
Des élections législatives anticipées ont lieu au Danemark le 13 novembre 2007.

## Contexte

### Système électoral
Les 179 députés du Folketing, chambre unique du parlement danois, sont élus via un système électoral mixte associant un scrutin proportionnel plurinominal dans le cadre de la circonscription à une répartition par compensation. 175 sièges sont répartis entre 3 régions : Copenhague, le Jutland et les îles. Ces 3 régions sont subdivisées en 3 circonscriptions urbaines et 7 circonscriptions rurales. Le nombre de sièges alloués à chacune de ces circonscriptions, proportionnel au nombre de ses habitants, est revu tous les cinq ans. 135 de ces sièges sont réservés au scrutin de circonscription, les 40 autres étant compensatoires et répartis entre les différentes formations politiques faisant leur entrée au parlement dans le but de leur assurer une représentativité aussi exacte que possible. Pour accéder à la répartition des sièges compensatoires, une formation doit avoir obtenu un minimum de sièges dans une circonscription donnée ou bien un nombre de suffrages supérieur ou égal au nombre de voix nécessaires à l'obtention d'un siège dans au moins 2 des 3 régions du royaume, ou encore au moins 2 % des suffrages exprimés au niveau national. Les électeurs disposent en outre d'un vote préférentiel, leur permettant d'exprimer leur préférence pour un candidat au sein de la liste pour laquelle ils votent : la répartition des sièges au sein des listes s'opère donc en fonction des votes préférentiels, les candidats élus étant ceux ayant rassemblé le plus de votes préférentiels sur leur nom. Enfin, 2 sièges sont réservés aux Îles Féroé et 2 autres au Groenland.
Pour présenter des listes aux élections législatives, tout parti doit être représenté au Folketing au moment de la tenue du scrutin. Si tel n'est pas le cas, il doit alors recueillir un nombre de signatures correspondant à 1/175e des votes déclarés valides lors des dernières élections législatives.

### Formations politiques en lice
- Le Parti libéral (V) est le premier parti politique du pays et est dirigé par le Premier ministre Anders Fogh Rasmussen, à ce poste depuis 2001. Il compte 52 sièges au Folketing, et doit donc compter sur une alliance avec les conservateurs et un soutien de l'extrême droite pour gouverner.
- Le Parti social-démocrate (SD ou A) a longtemps été la première force politique danoise avant d'être devancé par les libéraux à la fin du XXe siècle. Première formation d'opposition, il compte 47 députés et est dirigé par Helle Thorning-Schmidt.
- Le Parti du peuple, ou Parti populaire danois (DF) est une formation d'extrême droite nationaliste et conservatrice menée par Pia Kjærsgaard. Fort de 23 sièges au parlement, troisième parti du pays, il apporte son soutien à la coalition gouvernementale mais n'y participe pas.
- Le Parti populaire conservateur (KF), dirigé par Bendt Bendtsen, est un parti de centre-droit membre de la coalition gouvernementale. Avec le Parti social-démocrate et le Parti libéral, c'est l'un des partis les plus anciens du Danemark.
- Le Parti social-libéral (RV), mené par Marghrethe Vestager qui a succédé le 15 juin dernier à Marianne Jelved, est un petit parti de centre-gauche se réclamant du radicalisme. Il fait partie de l'opposition avec 16 sièges au Folketing.
- Le Parti populaire socialiste (SF) de Villy Sovndal, socialiste et écologiste, est lui aussi membre de l'opposition et compte 11 députés.
- La Liste de l'unité (E) ou Alliance rouge et verte, est une alliance d'extrême gauche rassemblant le Parti communiste (DKP), le Parti des travailleurs socialistes (SA) et la Gauche socialiste (VS). Dirigée par un comité exécutif de 25 personnes, elle possède 6 sièges au parlement.
- Le Centre démocrate (CD) est représenté au Folketing par une députée : Louise Frevert, ex-membre du Parti du peuple.
- La Nouvelle alliance, nouveau parti centriste fondé par le populaire Naser Khader et les députés européens Anders Samuelsen et Gitte Seeberg, n'est pas représenté au Folketing mais les scores dont le créditent les derniers sondages, aux alentours de 5 %, révèlent qu'elle a de grandes chances d'y faire son entrée. Elle souhaite une meilleure intégration des immigrés, le renforcement de la place du Danemark dans l'Union européenne et l'établissement d'un impôt unique sur le revenu (40 %)

## Enjeux

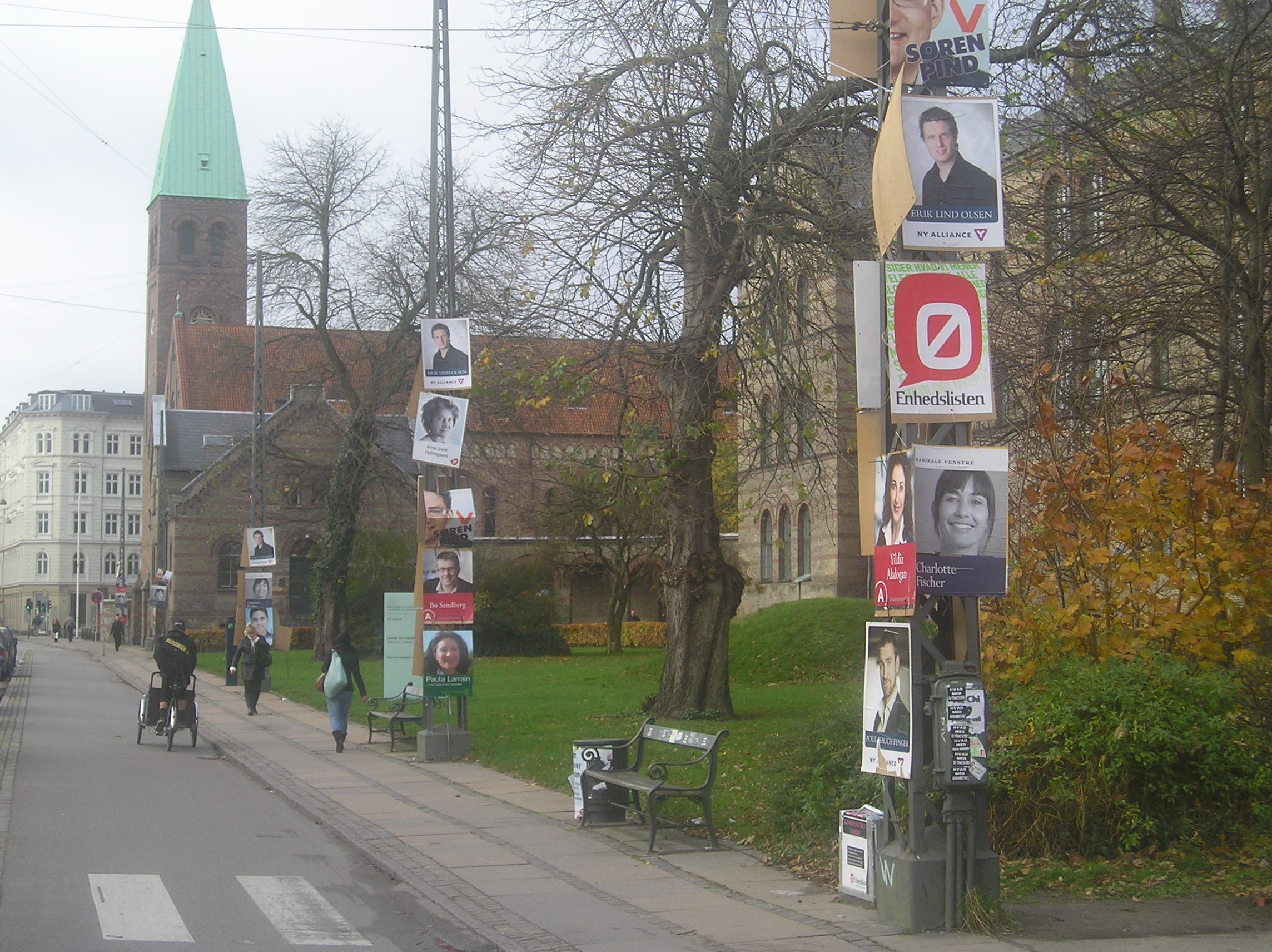
Affiches électorales pour les candidats des différents partis

La dissolution du Folketing, annoncée par le Premier ministre libéral Anders Fogh Rasmussen le 24 octobre à la tribune du parlement, a entrainé la mise en place d'élections législatives anticipées conformément à la constitution de 1953. À la tête d'une coalition de droite composée du Parti libéral et du Parti conservateur et soutenue par le Parti du peuple, au pouvoir depuis leur victoire aux élections législatives de 2001, il profitait d'un bon bilan et de son avance dans les sondages sur l'opposition pour justifier sa décision par un désir de plébiscite, qui aurait en réalité plus été un souhait de se passer du soutien de l'extrême droite pour pouvoir continuer à gouverner. Si la droite l'emportait à nouveau, Anders Fogh Rasmussen pourrait briguer un troisième mandat.
Rasmussen espérait concrétiser ses aspirations avec l'appui de la Nouvelle alliance, créée le 7 mai 2007 par le très populaire Naser Khader, qui, d'après les premiers sondages, pouvait faire une entrée remarquée au Parlement. D'après le professeur Jorgen Elklit de l'université d'Aarhus, ce nouveau parti se situerait à mi-chemin, sur l'échiquier politique, du Parti social-démocrate et du Parti conservateur. Cela ne suffira pas, toutefois, compte tenu du faible résultats finalement obtenu par la Nouvelle alliance.
Déclarée troisième économie la plus compétitive au monde par le forum économique mondial, l'économie danoise de la fin 2007 tirait sa bonne santé de son système de flexisécurité, qui a aussi fait la réussite d'autres nations scandinaves. Cependant, la croissance économique, alors de 3,5 %, était annoncée à la baisse, et le pays, s'il pouvait se vanter d'avoir l'un des taux de chômage parmi les plus faibles au monde, pourrait bien faire face très prochainement à une pénurie de main d'œuvre dans certains secteurs. Le gouvernement avait annoncé un plan de réduction annuelle des impôts, les plus élevés au monde, de 10 milliards de couronnes (1,34 milliard d'euros) à partir de 2008 pour lutter contre ce phénomène. Il prévoyait également de taxer l'énergie pour contenir l'inflation et d'augmenter les dépenses publiques d'au moins 2 % d'ici l'année prochaine. Ces réformes étaient à risque pour la majorité sortante d'un point de vue politique, les dernières enquêtes d'opinion démontrant que les danois, y compris sympathisants de droite, n'étaient pas favorables à des baisses d'impôts si celles-ci doivent remettre en question le financement des services publics, affirmant leur attachement à l'État-providence.
La défense de l'État-providence était d'ailleurs le principal thème de campagne des partis de l'opposition, qui s'attachaient également à critiquer la politique d'immigration du gouvernement, qui place les réfugiés irakiens dans une situation de précarité préoccupante. L'Europe était également l'un des principaux thèmes de la campagne. Si Anders Fogh Rasmussen cherchait à repousser à plus tard la question d'un éventuel référendum sur le traité réformateur modifiant le traité sur l'Union européenne et le traité instituant la Communauté européenne, adopté le 18 octobre dernier par les 27 chefs d'État et de gouvernement de l'Union européenne à Lisbonne, l'opposition déclarait qu'elle en mettrait un en place aussi tôt que possible, se fiant aux sondages disant qu'une majorité de Danois souhaitent l'organisation d'un référendum sur le nouveau traité européen.
Les dernières enquêtes d'opinions donnaient favorite la majorité sortante : d'après un sondage publié le 24 octobre dernier dans le journal Berlingske, celle-ci était créditée de près de 50 % des suffrages exprimés, contre 42 % pour l'opposition de gauche et près de 7 % pour la Nouvelle-alliance. Cet écart important, confirmé par les urnes, restera tout de même le plus faible enregistré entre majorité et opposition depuis 6 ans.

## Sondages
|                                                   | Coalition social-démocrate | Coalition social-démocrate | Coalition social-démocrate | Partis centristes    | Partis centristes   | Partis centristes | Coalition libéraux/conservateurs (VKO) | Coalition libéraux/conservateurs (VKO) | Coalition libéraux/conservateurs (VKO) |         |
|                                                   | Liste de l'unité           | Parti populaire socialiste | Parti social démocrate     | Parti social-libéral | Chrétiens démocrate | Nouvelle alliance | Parti populaire conservateur           | Parti Liberal                          | Parti populaire danois                 | Autres  |
| ------------------------------------------------- | -------------------------- | -------------------------- | -------------------------- | -------------------- | ------------------- | ----------------- | -------------------------------------- | -------------------------------------- | -------------------------------------- | ------- |
| 11 novembre 2007 Megafon pour TV 2                | 4 2,3 %                    | 24 13,3 %                  | 43 24,6 %                  | 11 6,1 %             | 0 1,0 %             | 7 4,0 %           | 18 10,1 %                              | 47 26,5 %                              | 21 12,2 %                              | 0 0,0 % |
| 11 novembre 2007 Synovate Vilstrup pour Politiken | 0 1,9 %                    | 22 12,3 %                  | 50 27,8 %                  | 11 6,0 %             | 0 1,2 %             | 5 2,9 %           | 21 11,4 %                              | 45 25,2 %                              | 21 11,3 %                              | 0 0,0 % |
| 23-25 Oct 2007 Megafon pour TV 2                  | 5 2,8 %                    | 18 10,4 %                  | 47 26,6 %                  | 12 6,6 %             | 0 0,7 %             | 6 3,5 %           | 16 9,3 %                               | 48 27,3 %                              | 23 12,7 %                              | 0 0,0 % |
| 24 Oct 2007 Synovate Vilstrup pour Politiken      | 6 3,3 %                    | 19 10,9 %                  | 46 25,8 %                  | 13 7,2 %             | 0 1,4 %             | 7 3,9 %           | 15 8,2 %                               | 48 27,0 %                              | 21 11,9 %                              | 0 0,4 % |
| 14 Oct 2007 Catinét Research pour Ritzaus Bureau  | 4 2,3 %                    | 16 8,9 %                   | 43 24,4 %                  | 12 6,6 %             | 0 0,4 %             | 12 6,9 %          | 16 9,0 %                               | 47 26,5 %                              | 25 14,4 %                              | 0 0 %   |
| Assemblée sortante                                | 6                          | 11                         | 47                         | 16                   | 0                   | 2                 | 18                                     | 51                                     | 22                                     | 2       |
| Scrutin de 2005                                   | 6 3,4 %                    | 11 6,0 %                   | 47 25,8 %                  | 17 9,2 %             | 0 1,7 %             | —                 | 18 10,3 %                              | 52 29,0 %                              | 24 13,3 %                              | 0 1,3 % |

## Résultats

### Danemark
|                        |                                  |                       |                       |                       |        |               |  |  |  |  |  |  |  |  |
| Parti                  | Parti                            | Votes                 | %                     | +/-                   | Sièges | +/-           |  |  |  |  |  |  |  |  |
|                        | Parti libéral (V)                | 908 472               | 26,26                 | 2,77                  | 46     | 6             |  |  |  |  |  |  |  |  |
|                        | Sociaux-démocrates (A)           | 881 037               | 25,47                 | 0,37                  | 45     | 2             |  |  |  |  |  |  |  |  |
|                        | Parti populaire danois (O)       | 479 532               | 13,86                 | 0,61                  | 25     | 1             |  |  |  |  |  |  |  |  |
|                        | Parti populaire socialiste (F)   | 450 975               | 13,04                 | 7,05                  | 23     | 12            |  |  |  |  |  |  |  |  |
|                        | Parti populaire conservateur (C) | 359 404               | 10,39                 | 0,12                  | 18     | en stagnation |  |  |  |  |  |  |  |  |
|                        | Parti social-libéral danois (B)  | 177 161               | 5,12                  | 4,06                  | 9      | 8             |  |  |  |  |  |  |  |  |
|                        | Nouvelle Alliance (Y)            | 97 295                | 2,81                  | Nv.                   | 5      | 5             |  |  |  |  |  |  |  |  |
|                        | Liste de l'unité (Ø)             | 74 982                | 2,17                  | 1,23                  | 4      | 2             |  |  |  |  |  |  |  |  |
|                        | Chrétiens démocrates (K)         | 30 013                | 0,87                  | 0,86                  | 0      | en stagnation |  |  |  |  |  |  |  |  |
|                        | Indépendants                     | 549                   | 0,02                  | 0,02                  | 0      | en stagnation |  |  |  |  |  |  |  |  |
|                        | Sièges du Groenland              | Sièges du Groenland   | Sièges du Groenland   | Sièges du Groenland   | 2      | en stagnation |  |  |  |  |  |  |  |  |
|                        | Sièges des îles Féroé            | Sièges des îles Féroé | Sièges des îles Féroé | Sièges des îles Féroé | 2      | en stagnation |  |  |  |  |  |  |  |  |
|                        |                                  |                       |                       |                       |        |               |  |  |  |  |  |  |  |  |
| Suffrages exprimés     | Suffrages exprimés               | 3 459 420             | 99,31                 |                       |        |               |  |  |  |  |  |  |  |  |
| Votes blancs et nuls   | Votes blancs et nuls             | 24 113                | 0,69                  |                       |        |               |  |  |  |  |  |  |  |  |
| Total                  | Total                            | 3 483 533             | 100                   | –                     | 179    | en stagnation |  |  |  |  |  |  |  |  |
| Abstention             | Abstention                       | 539 387               | 13,41                 |                       |        |               |  |  |  |  |  |  |  |  |
| Inscrits/Participation | Inscrits/Participation           | 4 022 920             | 86,59                 |                       |        |               |  |  |  |  |  |  |  |  |

| Parti                  | Parti                  | Votes  | %     | +/-  | Sièges | +/-           |  |
| ---------------------- | ---------------------- | ------ | ----- | ---- | ------ | ------------- |  |
|                        | Inuit Ataqatigiit (IA) | 8 343  | 33,25 | 8,21 | 1      | en stagnation |  |
|                        | Siumut (S)             | 8 068  | 32,16 | 1,50 | 1      | en stagnation |  |
|                        | Les Démocrates (D)     | 4 584  | 18,27 | 3,02 | 0      | en stagnation |  |
|                        | Atassut (A)            | 4 094  | 16,32 | 0,05 | 0      | en stagnation |  |
|                        |                        |        |       |      |        |               |  |
| Votes valides          | Votes valides          | 25 089 | 98,05 |      |        |               |  |
| Votes blancs et nuls   | Votes blancs et nuls   | 500    | 1,95  |      |        |               |  |
| Total                  | Total                  | 25 589 | 100   | -    | 2      | en stagnation |  |
| Abstentions            | Abstentions            | 14 045 | 35,44 |      |        |               |  |
| Inscrits/Participation | Inscrits/Participation | 39 634 | 64,56 |      |        |               |  |

| Parti                  | Parti                              | Votes  | %     | +/-           | Sièges | +/-           |  |
| ---------------------- | ---------------------------------- | ------ | ----- | ------------- | ------ | ------------- |  |
|                        | République (T)                     | 5 849  | 25,36 | en stagnation | 1      | en stagnation |  |
|                        | Parti de l'union (FF)              | 5 414  | 23,47 | 2,00          | 1      | 1             |  |
|                        | Parti du peuple (SF)               | 4 728  | 20,50 | 3,52          | 0      | 1             |  |
|                        | Parti social-démocrate (JF)        | 4 702  | 20,39 | 1,82          | 0      | en stagnation |  |
|                        | Parti du Centre (MF)               | 1 573  | 6,82  | 3,48          | 0      | en stagnation |  |
|                        | Parti de l’auto-gouvernement (NSS) | 799    | 3,46  | 1,11          | 0      | en stagnation |  |
|                        |                                    |        |       |               |        |               |  |
| Votes valides          | Votes valides                      | 23 065 | 99,36 |               |        |               |  |
| Votes blancs et nuls   | Votes blancs et nuls               | 149    | 0,64  |               |        |               |  |
| Total                  | Total                              | 23 214 | 100   | -             | 2      | en stagnation |  |
| Abstentions            | Abstentions                        | 11 315 | 32,77 |               |        |               |  |
| Inscrits/Participation | Inscrits/Participation             | 34 529 | 67,23 |               |        |               |  |

## Analyse
La majorité sortante (V, DF, KF), avec 89 sièges, manque d'un siège d'investir la majorité absolue des sièges du Folketing, mais est néanmoins assuré du soutien d'un député des Îles Féroé. Les libéraux du Premier ministre Rasmussen sont en recul, alors que les conservateurs se maintiennent et que le Parti populaire danois gagne un siège. À gauche, les sociaux-démocrate comme la Liste de l'unité reculent très légèrement, tandis que le Parti socialiste-populaire double presque son score de 2005 et que les radicaux voient, eux, leur score presque divisé par deux. Désillusion pour les centristes de la Nouvelle-alliance qui, avec 2,7 %, réalisent une performance dans le bas de la fourchette de ce que pouvaient leur laisser espérer les sondages.